# Slatju Bojadschiew
Slatju Georgiew Bojadschiew (gebräuchliche Transkription: Zlatju Geogiev Bojadziev; bulgarisch Златю Георгиев Бояджиев; * 22. Oktober 1903 in Bresowo bei Plowdiw; † 2. Februar 1976 in Plowdiw) war ein bulgarischer Maler. Er wurde vor allem durch seine Porträt- und Landschaftsbilder bekannt. Letztere stellten hauptsächlich Plowdiw und die Dörfer der Umgebung dar.
Bojadschiew studierte Malerei an der Nationalen Akademie der Schönen Künste in Sofia. Sein Schaffen wird im Allgemeinen in zwei Perioden aufgeteilt: die erste reicht bis 1951, als er die Malerei wegen Krankheit zeitweise aufgab; die zweite streckt sich von seiner Genesung bis zu seinem Tod.